# Société normande de géographie
La Société normande de géographie est une société savante de Rouen.

## Histoire
Le premier président est Gabriel Gravier.
En 1879, Ferdinand de Lesseps vient donner une conférence à l'invitation de la Société.
Le 19 février 1905, le procureur de la République à Doullens Adrien Perret-Maisonneuve vient donner une conférence sur la Roumanie.

## Présidents
| Portrait                                                                                   | Identité                                                 | Période         | Période | Durée |
| Portrait                                                                                   | Identité                                                 | Début           | Fin     | Durée |
| ------------------------------------------------------------------------------------------ | -------------------------------------------------------- | --------------- | ------- | ----- |
| Photographie par Alexandre Quinet.                                                         | Gabriel Gravier (1827 - 1904)                            | 1879            | 1881    | 2 ans |
| Pas de portrait sous licence libre disponible pour Achille Lefort.                         | Achille Lefort (1834 - 1912)                             | 1881            | 1883    | 2 ans |
| Maurice Lebon                                                                              | Maurice Lebon (1849 - 1906)                              | 11 avril 1883   | 1885    | 2 ans |
| Pas de portrait sous licence libre disponible pour Julien Félix.                           | Julien Félix (1827 - 1900)                               | 1885            | 1887    | 2 ans |
| Pas de portrait sous licence libre disponible pour Octave Marais.                          | Octave Marais (d) (1837 - 1912)                          | 1887            | 1889    | 2 ans |
| Pas de portrait sous licence libre disponible pour Émile Ferry.                            | Émile Ferry (d) (1844 - 1906)                            | 1891            | 1892    | 1 an  |
| Pas de portrait sous licence libre disponible pour Paul Lance.                             | Paul Lance (d) (1841 - 1900)                             | 9 mai 1891      | 1893    | 2 ans |
| Pas de portrait sous licence libre disponible pour Gaston Boulet.                          | Gaston Boulet (d) (1849 - 1900)                          | 1893            | 1895    | 2 ans |
| Jean Revel vers 1875 par Émile Tourtin.                                                    | Paul Toutain (1848 - 1925)                               | mai 1895        | 1896    | 1 an  |
| Pas de portrait sous licence libre disponible pour Georges Monflier.                       | Georges Monflier (d) (1864 - 1934)                       | 1900            | 1902    | 2 ans |
| Pas de portrait sous licence libre disponible pour Thomy James Édouard Canonville des Lys. | Thomy James Édouard Canonville des Lys (d) (1846 - 1910) | juillet 1902    | 1904    | 2 ans |
| Pas de portrait sous licence libre disponible pour Fernand Robillard.                      | Fernand Robillard (d) (1850 - 1925)                      |                 | 1906    |       |
| Pas de portrait sous licence libre disponible pour Ernest Layer.                           | Ernest Layer (d) (1838 - 1923)                           | 1906            | 1908    | 2 ans |
| Pas de portrait sous licence libre disponible pour Albert Faroult.                         | Albert Faroult (d) (1869 - 1942)                         | 28 juillet 1910 | 1911    | 1 an  |
| Pas de portrait sous licence libre disponible pour Edgard Anquetil.                        | Edgard Anquetil (d) (1859 - 1914)                        | 17 juillet 1912 | 1914    | 2 ans |
| Pas de portrait sous licence libre disponible pour Louis Gensoul.                          | Louis Gensoul (d) (1849 - 1929)                          | 1920            | 1921    | 1 an  |
| Pas de portrait sous licence libre disponible pour Louis Dubreuil.                         | Louis Dubreuil (1873 - 1943)                             | 25 octobre 1921 |         |       |
| Pas de portrait sous licence libre disponible pour Jean Baudouin.                          | Jean Baudouin (d)                                        | 1926            |         |       |
| Pas de portrait sous licence libre disponible pour Jean Clamageran.                        | Jean Clamageran (d)                                      | 1956            |         |       |
| Pas de portrait sous licence libre disponible pour Marcel Petitclerc.                      | Marcel Petitclerc (d)                                    |                 |         |       |

## Membres
- François Merry Delabost
- François Depeaux
- Louis Dubreuil
- Julien Félix
- Henri Gadeau de Kerville
- Gabriel Gravier
- Alexandre Héron
- Gaston Le Breton
- Achille Lefort
- Jacques Levainville
- Ferdinand Marrou
- Georges Métayer
- Émile-Louis Minet
- Maurice Nibelle
- Édouard Pelay
- Raymond Quenedey
- Jean Revel
- Léon de Vesly